# Приворотень блискучий
Приворотень блискучий (Alchemilla micans) — багаторічна трав'яниста рослина родини розові (Rosaceae).

## Етимологія
Міжнародна латинська назва роду пов'язана з використанням цієї рослини у давні часи алхіміками. Видова назва утворена від латинського слова, що означає «блищати». Українську назву рослина дістала за властивість виділяти краплини води, які збираються нерідко біля основи черешка і яких у давнину наділяли чарівною силою. Інша українська назва цієї рослини: приворотень стрункий.

## Таксономія
В таксономії, ботанічний рід приворотень є дуже сплутаний. Деякі ботаніки називають цей вид Alchemilla micans Buser, другі — Alchemilla gracilis auct.

## Загальна характеристика
Густо-запушена рослина висотою 15—50 см, з кореневищем. Листки довго-черешкові, ниркоподібні, уздовж складчасті, лопатеві, злегка хвилясті. Стебла дугоподібно-висхідні або майже лежачі.
Невеликі зеленуваті квітки зібрані в клубочки, розміщені на кінцях гілочок складного щиткоподібно-волотеподібного суцвіття. Віночка немає, чашечка з 4 чашолистків, з 4-листою підчашею. Тичинок 4, містяться вони на залозистому кільцеподібному краї квітколожа. Маточка одна. Плід — горішок. Цвіте з травня до кінця липня.
Запилюється переважно мухами, які ласують нектаром, що утворюється в нектарниках, розміщених по краю увігнутого квітколожа.
На листках приворотня, крім звичайних продихів, є водяні, що мають вигляд щілин на кінцях провідних пучків по краях листкових пластинок. Через ці продихи рослина виділяє краплинами зайву воду — цей процес називається гутація. У середні віки появу таких краплин у сухі погожі дні пояснити не могли і їх вважали чарівними. Алхіміки збирали ці краплини, щоб виготовити з них препарат, ніби здатний зберігати молодість.

## Поширення
Поширений по Європі. В Україні росте на луках, узліссях, у лісах у Прикарпатті, на Поліссі та в Лісостепу.

## Практичне використання
У народній медицині використовують приворотень блискучий та звичайний (їх дія аналогічна).
У сучасному траволікуванні в багатьох країнах траву приворотня використовують переважно як ранозагойний, кровоспинний та в'яжучий засіб. Її використовують у разі порушення травлення, болю в шлунку, поганої перистальтики кишки, набряків, цукрового діабету, хвороб жовчного міхура та гінекологічних порушень у жінок (білі, менструальні кровотечі, зниження функції яєчників, безплідність).
Зовнішньо настій або відвар трави приворотня вживають при кровотечах з носа, забиттях, запаленнях очної кон'юнктиви, фурункульозі, вуграх, корості, екземі. Німецька народна медицина радить вживати настій листя у разі недокрів'я, малярії, атеросклерозу.
Приворотень вважається їстівною рослиною і може вводитися в лікувальне харчування при атеросклерозі, цукровому діабеті, ожирінні,[джерело?] а також з профілактичною метою для харчування здорових людей. З молодого листя готують салати, супи, підливи та соуси, приправи до м'яса, риби, їх квасять та солять на зиму.